# Лесков, Алексей Семёнович
Алексе́й Семёнович Леско́в (9 июня 1837 — 8 декабря 1909) — русский врач-эпидемиолог, акушер-гинеколог, доктор медицины. Брат писателя Николая Лескова.

## Биография
В 1859 году Лесков окончил Киевский университет. С 1861 года работал в акушерской клинике при университете. Составил подробный статистический отчёт о её состоянии за 1854—1864 годы, сделав значительный вклад в становление городской медицинской статистики.
С 1880 года он начал работать городским санитарным врачом Киева, в 1887 году стал главным санитарным врачом города. В 1893—1898 годах был директором Александровской больницы (в советское время — больница имени Октябрьской революции) и Мариинского детского приюта. В 1894 году обратился в городскую управу с просьбой построить при Александровской больнице дополнительные помещения для больных инфекционными болезнями и внести некоторые изменения в устав больницы, благодаря чему в 1901 году возведено сооружение на 70 коек для детей, в 1909 году изменён устав с целью улучшения условий труда.
Кроме этого, Лесков был членом Киевской городской управы, членом правления (с 1861), секретарём Общества киевских врачей, членом Противодифтерийной комиссии при этом обществе (1887), членом Комиссии по разработке проекта усовершенствования надзора за проституцией в городе (1908). Изучал санитарно-гигиеническое состояние киевских школ.
В 1898 году он продал свою усадьбу и переехал в Черниговскую губернию.
Алексей Лесков умер 8 декабря 1909 года в Киеве. Похоронили его в селе Пески (Бобровицкий район) рядом с женой, Аделью Даниловной Крынской, которая умерла в 1901 году. На хуторе Тимки в селе Старая Басань Бобровицкого района Черниговской области сохранилась усадьба, которая ей принадлежала.
Первая жена — Елена Францевна Лонгинова, родившая сына Юрия, умерла от чахотки. После неё умер и сын в возрасте двух лет.

## Труды
- К вопросу о санитарном положении киевских городских школ. 1887 (Киев);
- Санитарный врач о ходе холерной эпидемии. 1892 (Киев).